# Fatal Fury: King of Fighters
Fatal Fury: King of Fighters (яп. 餓狼伝説 ～宿命の闘い～ Гаро Дэнсэцу Сюкумэй но Татакай, «Легенда о голодном волке: Битва призвания») — игра в жанре файтинг, выпущенная SNK для аркадных автоматов и консолей от Neo Geo в 1991 году.
Fatal Fury — первый файтинг SNK для системы Neo Geo и первая игра в серии Fatal Fury, а также первая игра, представляющая турнир «Король бойцов», который стал основой для более поздних игр The King of Fighters. Многие из главных героев SNK, в том числе Терри и Энди Богард, Джо Хигаси и Гис Ховард, дебютировали в этой игре.

## Разработка
Игра была разработана Такаси Нисиямой — создателем оригинальной Street Fighter 1987 года. Fatal Fury, который Ниcияма представлял как наследника Street Fighter, был разработан примерно в то же время, что и Street Fighter II (1991). В то время как Street Fighter II уделял больше внимания комбо, Fatal Fury сосредоточился на фреймдате спецударов, а также на сюжете.

## Игровой процесс
Игрок соревнуется с противником в двух матчах из трёх. Отличительной особенностью является двухполосное сражение и наличие двух строк: строка фона и строка переднего плана. Игроки могут переключаться между строками в любое время, кроме режима одиночного игрока, где им приходится ждать, пока ИИ-соперник будет менять строки.
Когда второй игрок присоединяется в середине боя к первому игроку, они вместе сражаются против ИИ-соперника два на одного.
После каждого второго матча в одиночном турнире игрок будет участвовать в бонусной мини-игре армрестлинг против искусственного интеллекта. Игрок должен быстро нажимать кнопку А, чтобы выиграть эту игру.

## Сюжет
Сюжет Fatal Fury сосредотачивается вокруг турнира по боевым искусствам, известного как турнир «Король бойцов», который проводится в вымышленном американском городе Саут-таун и спонсируется местным криминальным боссом Гисом Ховардом. За десять лет до событий в игре Гис убил мастера боевых искусств Джеффа Богарда, который стоял на его пути. Теперь сыновья Джеффа — Терри и Энди — вместе со своим другом Джо Хигаси вступают в турнир, чтобы отомстить Гису.

## Персонажи
В начале игры игроку предлагается выбрать между Терри, Энди и Джо. Затем игроку предлагается выбрать одного из четырёх бойцов в качестве своего первого противника, которыми являются Дак Кинг, Ричард Мейер, Майкл Макс и Тан Хулу. После победы над своим первым противником игрок сталкивается с тремя другими противниками в определённом порядке. Порядок противников: Ричард, Майкл, Дак, Тан, с циклом, начинающимся с того, какого противника выбрал игрок. Последние три противника перед Гисом Ховардом сражаются в следующем порядке: Хва Дзай, Райден и Билли Кэйн.
- Играбельные персонажи:
  - Терри Богард — американский специалист по боевым искусствам, стремящийся отомстить за смерть своего отца.
  - Энди Богард — младший брат Терри, который обучился копподзюцу в Японии.
  - Джо Хигаси — японский мастер муай тай и друг братьев Богард.
- Неиграбельные персонажи:
  - Дак Кинг — боец, который использует художественный боевой стиль.
  - Ричард Мейер — мастер капоэйры.
  - Майкл Макс — боксёр, метающий фаерболы Upper Tornado.
  - Тан Хулу — мастер бацзицюань. Сначала выглядит как кроткий пожилой мастер, но, получив достаточный урон, он превращается в мускулистого зверя с вращающейся верёвкой для белья и фаерболом.
  - Хва Дзай — мастер муай-тай из Таиланда, который набирает силу после того, как выпивает отвар. Его специальная техника — удар летучего колена под названием Dragon Kick.
  - Райден — рестлер, который владеет техникой ядовитого пара.
  - Билли Кэйн — мастер бодзюцу, который является непобедимым чемпионом турнира.
  - Гис Ховард — финальный босс. Криминальный авторитет и спонсор турнира «Король бойцов». После победы над Билли персонажа игрока похищают люди Гиса и доставляют в здание — «Башню Гиса» — для финального поединка. Боевой стиль Гиса Ховарда — айкидо и атака энергетической волной рэппукэн или «кулаком разрушающей волны». Когда игрок проигрывает Гису, вместо стандартного экрана продолжения персонаж игрока падает с «Башни Гиса». Если игрок побеждает, его персонаж скидывает Гиса со здания и убивает его.

## Рецензии
| Иноязычные издания | Иноязычные издания         |
| Издание            | Оценка                     |
| ------------------ | -------------------------- |
| CVG                | Neo Geo: 94 % Genesis 85 % |
| GameFan            | Genesis: 348/400           |
| GamePro            | Neo Geo: 5/5               |
| Maximum            | Neo Geo:                   |

В ретроспективном обзоре журнала Maximum заявили, что в игре не было никакой реальной конкуренции со Street Fighter II в играбельности или выборе персонажа: «Единственным моментом в пользу этой игры является то, что два персонажа могут объединиться, чтобы сражаться с ИИ-противником, и то, что игра пытается предложить что-то новое с двухуровневой игрой, но медленное действие и позорно трудные фаерболы делают спецприёмы редким явлением в игре».